# Tamara Dobson
Tamara Janice Dobson (Baltimora, 14 maggio 1947 – Baltimora, 2 ottobre 2006) è stata un'attrice e modella statunitense.

## Biografia
Nella sua carriera di modella Tamara Dobson posò per molte riviste, come Vogue. L'esordio nel cinema avvenne nel 1972, ma il successo arrivò l'anno successivo, grazie a Cleopatra Jones: licenza di uccidere, che la lanciò come attrice afroamericana emergente e come una delle icone della blaxploitation. Nel 1975 interpretò anche il sequel, Operazione casinò d'oro. Sembrava dover competere con Pam Grier per il titolo di regina della blaxploitation, ma negli anni successivi non partecipò a molti altri film.
È morta nel 2006, a causa di una grave sclerosi multipla.

## Filmografia

### Cinema
- Harlem detectives (Come Back, Charleston Blue), regia di Mark Warren (1972)
- ...e tutto in biglietti di piccolo taglio (Fuzz), regia di Richard A. Colla (1972)
- Cleopatra Jones: licenza di uccidere (Cleopatra Jones), regia di Jack Starrett (1973)
- Operazione casinò d'oro (Cleopatra Jones and the Casino of Gold), regia di Charles Bail (1975)
- Norman... Is That You?, regia di George Schlatter (1976)
- Chained Heat, regia di Paul Nicholas (1983)

### Televisione
- Sanford and Son – serie TV, episodio 6x17 (1977)
- Assassinio allo stadio (Murder at the World Series), regia di Andrew V. McLaglen – film TV (1977)
- Buck Rogers (Buck Rogers in the 25th Century) – serie TV, episodio 1x15 (1980)
- Amazzoni (Amazons), regia di Paul Michael Glaser – film TV (1984)

## Doppiatrici italiane
Nei suoi soli due film conosciuti in Italia, è stata doppiata da Noemi Gifuni (in Cleopatra Jones) e da Ada Maria Serra Zanetti (in Operazione casinò d'oro).